# Tamba elachista
Tamba elachista là một loài bướm đêm trong họ Noctuidae.